# Parker Fennelly
Parker Fennelly (22 de octubre de 1891-22 de enero de 1988) fue un actor estadounidense. 

## Resumen biográfico
Nacido en Northeast Harbor, Maine, Fennelly actuó en unas diez películas, una serie comercial y cientos de episodios radiofónicos, así como numerosas actuaciones como artista invitado. 

### Allen's Alley
Fennelly personificó al malhumorado Yankee de Nueva Inglaterra con papeles en la radio, el cine y la televisión. Semanalmente interpretaba a Titus Moody en el programa "Allen's Alley", show radiofónico de gran éxito presentado por Fred Allen.

### TV y cine
En años posteriores se hizo familiar como portavoz televisivo de Campbell Soup Company. En 1971 trabajó en el film de Universal How to Frame a Figg, junto a Don Knotts. 
Falleció en a los 96 años de edad en Peekskill,  Nueva York. Está enterrado en el Cementerio Sleepy Hollow de Sleepy Hollow, Nueva York.